# (431) Nephele
(431) Nephele ist ein Asteroid des äußeren Hauptgürtels, der am 18. Dezember 1897 vom französischen Astronomen Auguste Charlois am Observatoire de Nice bei einer Helligkeit von 12,8 mag entdeckt wurde.
Der Asteroid ist benannt nach Nephele, der ersten Frau von Athamas, dem König von Theben. Sie war die Mutter von Phrixos und Helle. Siehe auch die Anmerkungen bei Asteroid (173) Ino.
Aufgrund der Bahneigenschaften wird (431) Nephele zur Themis-Familie gezählt.

## Wissenschaftliche Auswertung
Aus Ergebnissen der IRAS Minor Planet Survey (IMPS) wurden 1992 Angaben zu Durchmesser und Albedo für zahlreiche Asteroiden abgeleitet, darunter auch (431) Nephele, für die damals Werte von 95,0 km bzw. 0,06 erhalten wurden. Eine Auswertung von Beobachtungen durch das Projekt NEOWISE im nahen Infrarot führte 2011 zu vorläufigen Werten für den Durchmesser und die Albedo im sichtbaren Bereich von 68,6 km bzw. 0,12. Nachdem die Werte nach neuen Messungen mit NEOWISE 2012 auf 101,9 km bzw. 0,06 geändert worden waren, wurden sie 2014 auf 94,6 km bzw. 0,06 korrigiert. Nach der Reaktivierung von NEOWISE im Jahr 2013 und Registrierung neuer Daten wurden die Werte 2015 mit 63,8 km bzw. 0,08 angegeben, diese Angaben beinhalten aber hohe Unsicherheiten.
Eine spektroskopische Untersuchung von 820 Asteroiden zwischen November 1996 und September 2001 am La-Silla-Observatorium in Chile ergab für (431) Nephele eine taxonomische Klassifizierung als B-Typ.
Photometrische Messungen des Asteroiden fanden erstmals statt am 26. August 1979 am La-Silla-Observatorium. Die registrierte Lichtkurve zeigte aber keine signifikante Helligkeitsänderung während der achtstündigen Beobachtungszeit und auch weitere Beobachtungen vom 21. bis 25. Juli 1990 am gleichen Ort ergaben nur Lichtkurven mit geringen Amplituden, die nicht weiter ausgewertet werden konnten. Dagegen konnte nach Messungen vom 19. Januar bis 13. Februar 2004 am Astronomischen Observatorium Yunnan in China aus der während drei Nächten aufgezeichneten Lichtkurve eine Rotationsperiode von 18,821 h abgeleitet werden.
Bei weiteren Beobachtungen vom 9. April bis 21. Mai 2017 am Organ Mesa Observatory in New Mexico konnte während 20 Nächten eine detaillierte Lichtkurve registriert werden, die sich allerdings zu einer deutlich kürzeren Rotationsperiode von 13,530 h auswerten ließ. Längere Perioden konnten dagegen ausgeschlossen werden. Dieses Ergebnis wurde auch durch Messungen vom 14. bis 24. Mai 2017 durch die Beobachtergruppe Observadores de Asteroides (OBAS) in Spanien bestätigt, die ihre gemessene Lichtkurve zu einer Rotationsperiode von 13,518 h auswerteten.